# Isochromodes fulvida
Isochromodes fulvida là một loài bướm đêm trong họ Geometridae.